# Abbaye Notre-Dame de Candeil
L’abbaye de Candeil est une ancienne abbaye cistercienne d'hommes, implantée dans le Tarn, à Labessière-Candeil.

## Histoire

### Fondation
L’abbaye est fondée en 1152 par des moines venus de Grandselve. Le premier lieu d'implantation est une terre nommée « Saint-Raffel », également sur l'actuelle commune de Labessière-Candeil (43° 48′ 09″ nord, 2° 03′ 35″ est). Mais cette première abbaye est détruite par Raymond V de Toulouse. Une seconde implantation se fait notamment grâce à Raymond, seigneur de Montaigut, qui donne la terre (« Candeil-bas ») sur laquelle est construite l'abbaye.
Le premier abbé semble avoir été un nommé Dom Gaubert. L'abbaye se développe et s'enrichit rapidement. Sur le plan matériel, elle perçoit de nombreux dons ; sur le plan spirituel, sa renommée grandit rapidement, notamment au point que son abbé est invité au premier concile de Lombers, en 1165. L'abbaye est aussi amenée à fonder une abbaye-fille, l'abbaye de Bonnecombe.

### Premières destructions
Durant la guerre de Cent Ans, vers 1430, les grandes compagnies dévastent l'abbaye. Elle est reconstruite vers la fin du XVe siècle avec l'aide de Guillaume de Boisset, mais un incendie détruisit en partie la construction.

### Ultimes reconstructions
Au début du  XVIe siècle, l'abbaye passe au régime de la commende avec la désignation comme abbé de Thomas Duprat, évêque de Clermont (1517-1528). Aux XVIIe et XVIIIe siècles, des reconstructions importantes surviennent. L'abbé Antoine Ruel (1638-1669) fait notamment rebâtir le dortoir des moines en 1656. Un état des lieux général est effectué en 1731 à la demande de l'abbé Dom Pierre Bosquet. À la place du logis abbatial qui tombe en ruine en 1726, un logis d'accueil des étrangers est construit vers la fin du XVIIIe siècle.

### La Révolution et la destruction complète
À la Révolution française, les moines restants sont chassés, l'abbaye est vendue comme bien national et utilisée comme carrière de pierres. Cependant, le dernier métayer de l'abbaye, Thomas Reilles, veille sur les restes de l'édifice et parvient à en sauvegarder environ la moitié. À sa mort, en 1858, tout ce qui restait de l'abbaye est démantelé.

## Abbés
(liste non exhaustives)
- 1322 -  Bernard de Valsaintes , prieur Claustral de l'abbaye cette année-là. Nommé abbé de l'abbaye Notre-Dame de Valsaintes en 1323, commit par le pape Jean XXI en 1328 pour réformer l'abbaye de Valmagne, au diocèse d'Agde, puis transféré la même année à Candeil
- 1328 - Bernard de Valsaintes [5]

## Abbés commendataires
- 1531-1535:  Antoine Duprat
- 1540-1586:  Jacques de Castelnau de Clermont-Lodève
- 1587-1595:  Jean de Castelnau de Clermont-Lodève
- 1595-1609:  Alexandre de Castelnau de Clermont-Lodève
- 1609-1618:  Pierre de Conard